# Казачья бухта
Казачья бухта  (укр. Козача бухта, Казачка) — бухта, расположенная в 15 километрах от центра Севастополя, между Камышовой бухтой и мысом Херсонес, на западной части Гераклейского полуострова. Эта бухта вместе с Камышовой бухтой образует Двойную бухту.
В 1770-х годах во время войны с Турцией для надзора за действиями турецкого флота по всему побережью были расставлены казачьи пикеты. Один из них находился в бухте, которую впоследствии стали называть Казачьей.
На западном берегу Казачьей бухты есть маленькая бухточка Солёная, вблизи которой находилось солёное озеро, где в конце XVIII века добывали соль.
В данный момент Казачка — микрорайон Севастополя, динамично развивается. Открытое море, чистая вода, удаленность от центра города, а также близость транспортных развязок и коммуникаций, — все это делает Казачью бухту популярным местом отдыха.
В районе бухты раньше располагался Государственный океанариум.
В 2000-х годах в бухте открыт Музейный историко-мемориальный комплекс «35-я береговая батарея».
Общезоологический заказник «Бухта Казачья» расположен на территории военного городка № 467 и находится в ведении минобороны РФ.

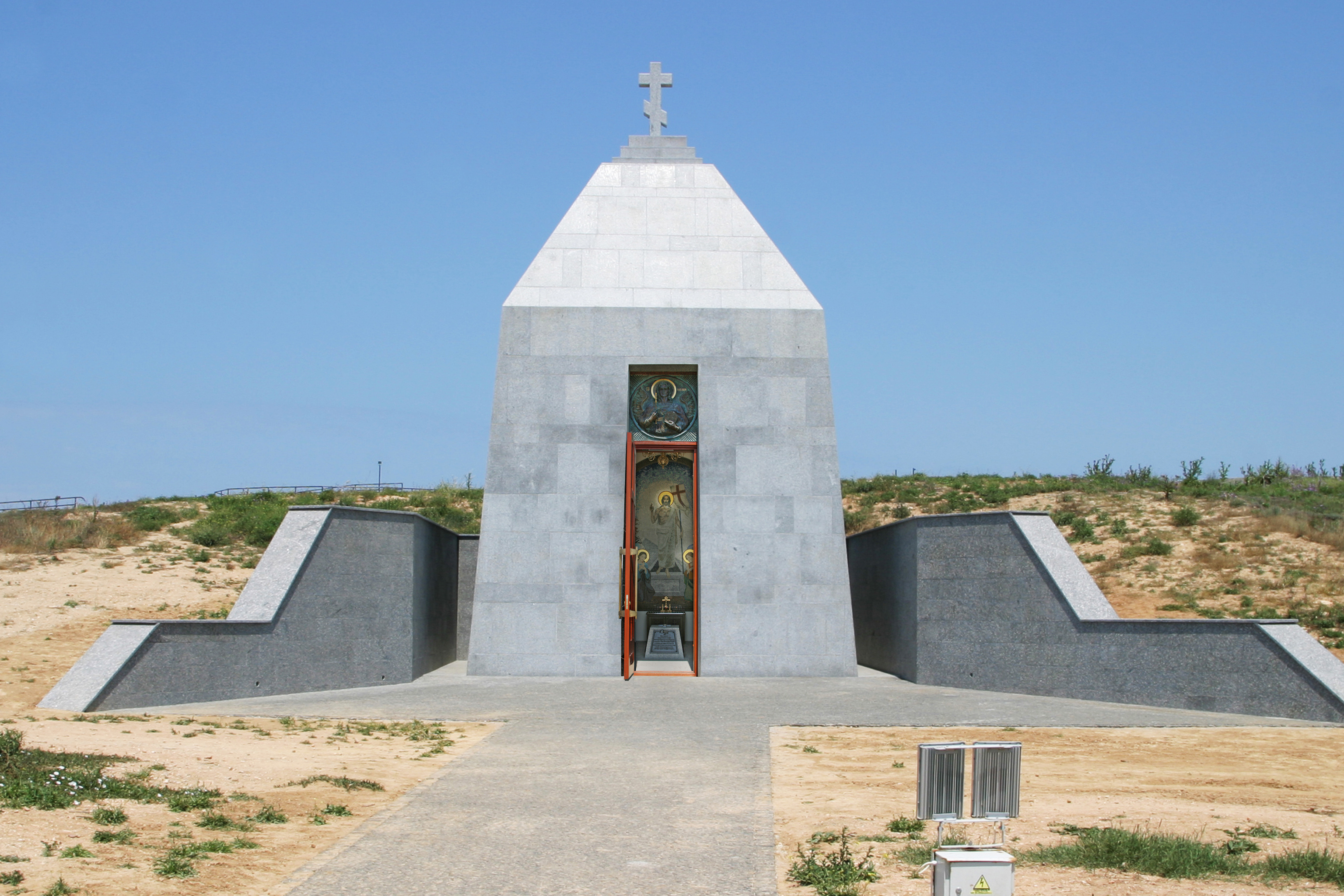
Часовня, архитектор А. И. Хомяков
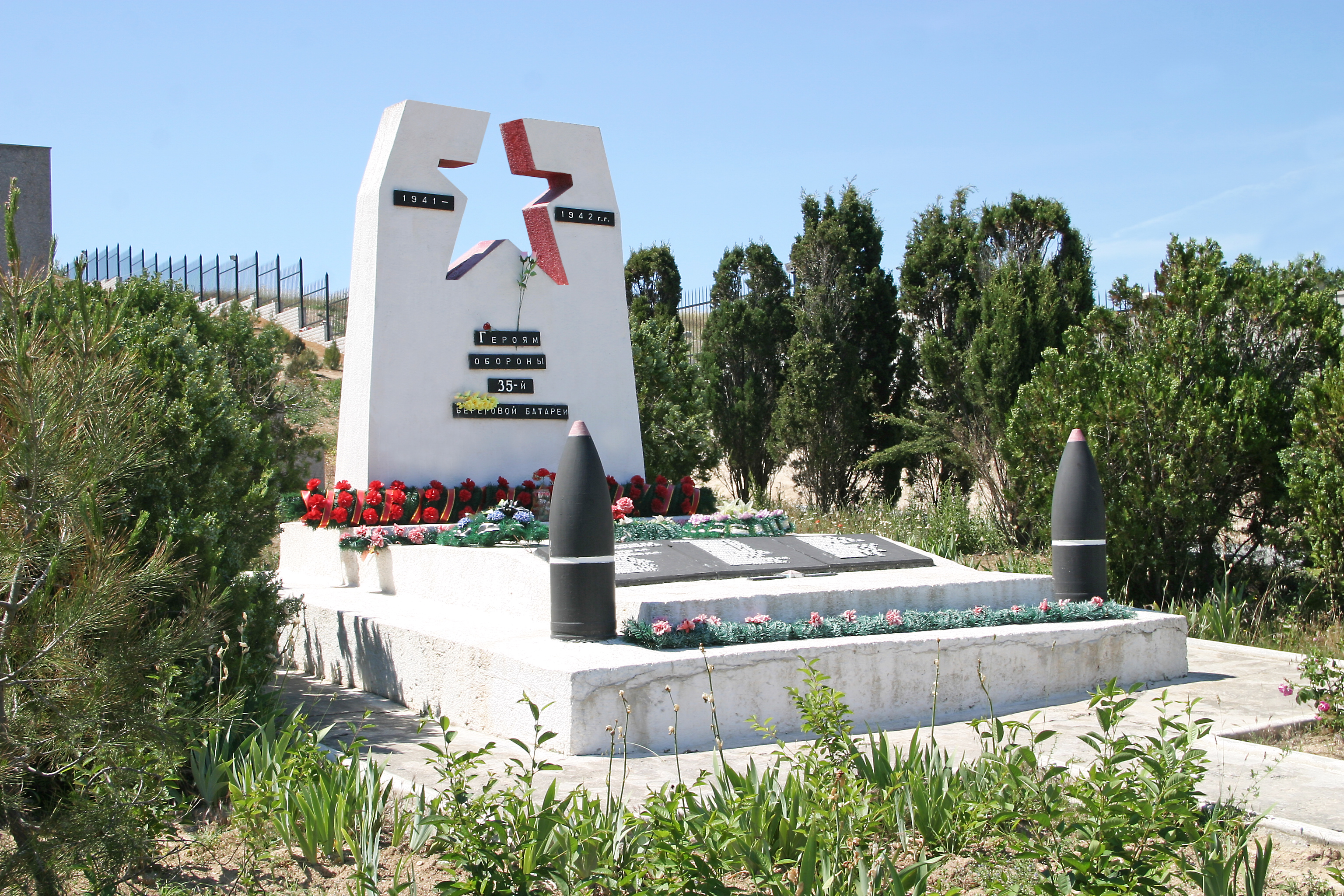
Братская могила